# 深圳証券取引所
深圳証券取引所（しんせんしょうけんとりひきじょ、中国語: 深圳证券交易所、英語: Shenzhen Stock Exchange）は中国の広東省深圳市福田区にある証券取引所。略称は深交所。代表的な株価指数として深圳成分指数および深圳総合指数がある。

## 概要
2021年末現在、2578社が上場しており、時価総額は40兆元。2015年現在、アジアでは4番目の規模である。

## 立会時間
- 前場 09:30 - 11:30（日本時間10:30 - 12:30）[5]
- 後場 13:00 - 15:00（同14:00 - 16:00）

## 沿革
- 1990年12月1日：設立[6]。
- 2004年6月25日：中小企業板の取引開始[7][8]。
- 2009年10月23日：深圳証券取引創業板（中国語版） （チャイネクスト）稼働[9]。
- 2021年4月1日：主板に中小企業板を統合[10]。

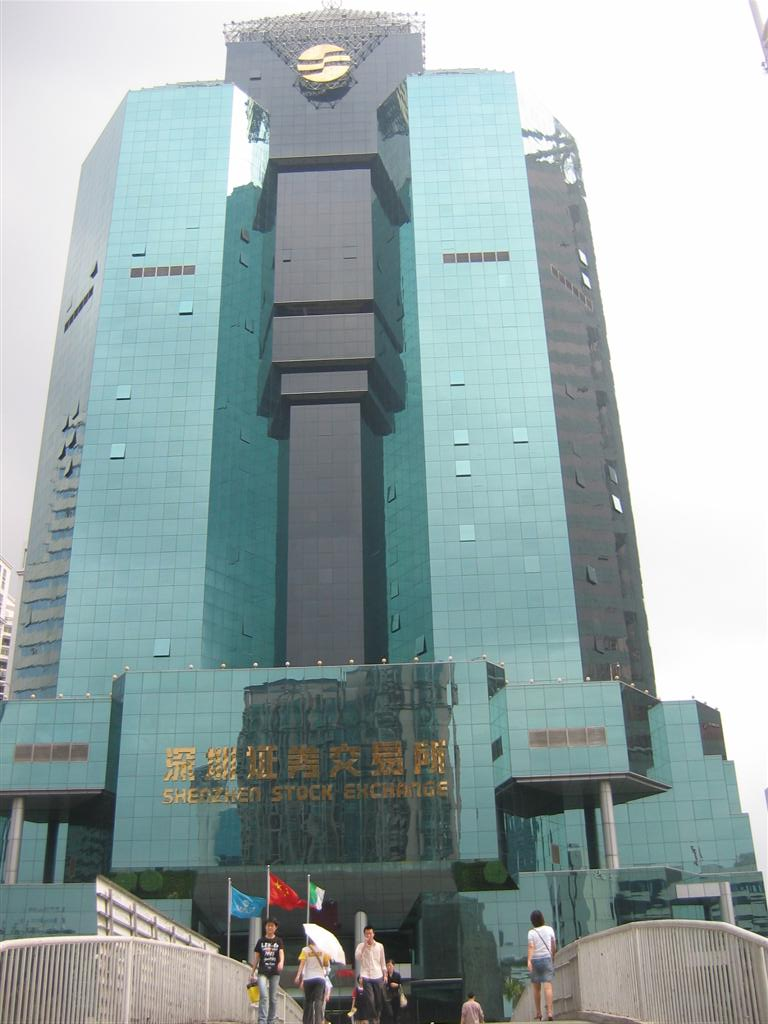
深圳証券取引所旧本所ビル（現在は移転済み）